# Frank Linke-Crawford
Frank Linke-Crawford (Cracovia, 18 agosto 1893 – Valdobbiadene, 31 luglio 1918) è stato un aviatore austro-ungarico.
Con 27 vittorie confermate, tutte sul fronte italiano, fu il quarto asso della k.u.k. Luftfahrtruppen, l'aviazione austro-ungarica, durante la prima guerra mondiale.

## Biografia
Frank Linke-Crawford nacque a Cracovia. Il padre Adalbert Linke era un ufficiale di carriera mentre la madre Lucy Crawford era inglese.
Nel 1910 entrò nella Accademia militare Teresiana a Wiener Neustadt, la più importante accademia militare in Austria-Ungheria. Nel 1913 con il grado di sottotenente fu assegnato al 6º Reggimento dragoni, un'unità composta prevalentemente da truppe cecoslovacche.
Inviato sul fronte orientale, allo scoppio della guerra, con il primo squadrone del suo reggimento, Frank Linke-Crawford si distinse per il suo coraggio ricevendo nel novembre 1914 la medaglia d'onore al valor militare in bronzo.
Problemi di salute (fu spesso ricoverato per dissenteria e malaria), conseguenza delle dure condizioni del Fronte russo, lo indussero a fare richiesta per essere trasferito nella Luftfahrtruppen (LFT), il servizio aereo dell'esercito. Completato il corso per ufficiali osservatori a Wiener Neustadt fu assegnato nel marzo 1916 alla Flik 22. Sul fronte italiano, Frank Linke-Crawford arrivò nel gennaio 1917, dopo aver frequentato il corso di pilotaggio, nei ranghi della Flik 12 come primo pilota o comandante in seconda. In servizio sul fronte dell'Isonzo, Frank Linke-Crawford affinò le sue capacità di combattente in missioni di ricognizione e bombardamento con biposto e missioni di scorta con monoposto.
Il 1º maggio 1917, durante una missione di ricognizione su Monfalcone, pilotando l'Hansa-Brandenburg C.I 229.08 ebbe modi di scontrarsi con lo SPAD S.VII di Francesco Baracca: i due duellarono a lungo, in un combattimento molto duro che si sviluppò da 4 000 metri fino a bassa quota. Baracca si convinse di aver abbattuto il suo avversario, ma Frank Linke-Crawford riuscì a portare a termine la missione nonostante ben 68 fori di proiettile rinvenuti sull'aereo.
Lo scontro con l'asso italiano Pier Ruggero Piccio il 2 agosto 1917 non ebbe un esito altrettanto fortunato, anche se Frank Linke - Crawford restò illeso dopo l'abbattimento dell'Aviatik C.I 37.08 che pilotava da solo, senza osservatore.
Due giorni dopo, il 4 agosto, Linke fu trasferito alla FliK 41J di base a Sesana, a circa 9 km da Trieste, comandata da Godwin Brumowski e iniziò la sua carriera come pilota da caccia. 
Il 21 agosto Linke ottenne la sua prima vittoria ai danni di un Nieuport sopra Monte Santo, pilotando un Hansa-Brandenburg D.I serie 28.40., raggiungendo la sua quarta vittoria il 26 agosto successivo. Divenne un asso il 23 settembre abbattendo un idrovolante nel cielo di Grado, sul mare tra Punta Sdobba e Miramare (Trieste), a bordo dell'Albatros D.III (Oef) 153.04. Si trattava del Macchi M.5 del capo timoniere Luigi Zoni, tre medaglie d'argento al valor militare di cui l'ultima alla memoria, e il cui corpo non fu mai recuperato.
Il numero di vittorie crebbe rapidamente: il 23 ottobre la vittoria numero sette attribuita a Linke, è un Savoia-Pomilio SP.3 della 38ª Squadriglia che si schiantò nei pressi di Monte Hermada, uccidendo il pilota tenente Innocente Buriello e l'osservatore tenente Francesco d'Audino. In questa occasione l'asso austro-ungarico pilotava l'Albatros 153.11, ottenuto dopo che l'esemplare 153.94 si era malamente cappottato in atterraggio.
A Linke-Crawford furono attribuite due vittorie il 5 novembre, la prima in collaborazione con Brumowski,  ai danni di un Macchi L.3 4862 della 259ª Squadriglia (equipaggio tenente di commissariato Arnaldo de Filippis, comandante la squadriglia, e tenente di vascello Francesco Cappa, deceduti) e l'altra con un idrovolante che scese in mare nei pressi della costa.
Il 23 novembre seguì un'altra doppia vittoria, quando ai comandi dell'Albatros 153.11 abbatté due monoposto tra Cortellazzo e Casa della Finanza.
In questo periodo Linke iniziò ad adottare come insegna personale un falcone di colore nero bordato di bianco dipinto sui fianchi della fusoliera degli Albatros a sua disposizione, il 153.11 e il 153.16. Si faceva chiamare «testa rossa» con riferimento al colore del casco e nelle foto dell'epoca lo vediamo sempre indossare sempre calzoni bianchi, mentre amici e avversari iniziarono a conoscerlo come il “Falcone di Feltre”.

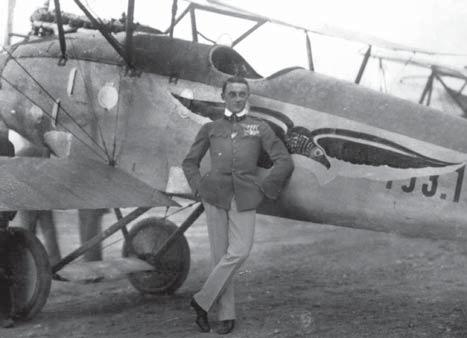
Frank Linke-Crawford indossa i suoi favoriti pantaloni bianchi davanti all'Albatros 153.11 con l'insegna del falcone

Il 13 dicembre, la 38e Compagnies d'Aerostiers perse il suo primo draken, quando Linke, Brumowky e Kaszala ne incendiarono uno vicino Meolo.
Durante l'azione, l'Albatros di Linke fu colpito dalla forte reazione contraerea, ma l'asso austriaco dopo essere riuscito a attraversare la linea del fronte, eseguì un atterraggio di fortuna nei pressi di Foca, uscendone illeso.
Decorato con la Goldene Tapferkeitmedaille (medaglia d'onore al valor militare in oro) con all'attivo 13 vittorie, Linke, verso al fine di dicembre 1917 ebbe il comando della Flik 60J basata nei pressi di Grigno, in Valsugana. Dotata di Phönix D.I serie 128, 228 e 328, con una forza di sette piloti, la Flik 60J operava su un'area di operazioni situata a nord del Piave, tra l'altopiano di Asiago e il Monte Grappa. In questa zona operavano principalmente squadriglie britanniche, ma erano molto attive anche forze italiane e francesi.
Durante la permanenza a Grigno, Linke si aggiudicò sei vittorie, pilotando il Phönix 228.16.
Nel marzo 1918, la Flik 60J fu rischierata sul campo di Feltre, ricevendo in dotazione un certo numero di Aviatik D.I della serie 115 con motore Daimler da 200 PS (147 kW), che si affiancarono ai Phönix ora anche nelle versioni D.II e D.IIa (serie 122 e 422).
Più leggero e manovrabile del Phönix, con un elevato rateo di salita, l'Aviatik D.I soffriva di una certa fragilità strutturale del bordo d'attacco alare durante manovre ad alta velocità, soprattutto negli esemplari costruiti dalla Lohner-Werke (serie 115.01-115.89,serie 315-01-315.76) che costò alla Flik 60J la perdita di cinque Aviatik nel solo mese di maggio 1918.
Nonostante queste limitazioni, il 10 maggio, Linke ottenne proprio con un Aviatik D.I (serie 115.32) la sua 21ª e 22ª vittoria ai danni prima di un Bristol F2B C-4755 nei pressi di Levico e di un Sopwith Camel successivamente (è noto che i piloti austro-ungarici non distinguevano i Camel dagli Hanriot HD.1 italiani, identificando entrambi come Sopwith Camel).
Il Sopwith Camel B2455 X del Tenente E.G. Forder del No. 28 Squadron RAF del Campo di aviazione di Gazzo fu costretto ad atterrare al campo di aviazione di Feltre l'11 maggio 1918, dall'Oberleutnant Linke-Crawford sull'Aviatik D.I. Forder è diventato un prigioniero di guerra.
Il primo giugno 1918 a cadere sotto i colpi di Linke fu l'asso britannico del No. 45 Squadron RAF Earl Hand, che riuscì a atterrare con il suo Camel in fiamme e fatto prigioniero.
La 27ª e ultima vittoria fu ottenuta il 29 luglio, quando Linke abbatté un biposto britannico sopra Valstagna pilotando l'Aviatik 115.32.
I dettagli del suo ultimo combattimento sono ancora controversi.
Il 31 luglio Linke, a bordo dell'Aviatik 115.32, decollò dal campo di Feltre alle ore 08.25 per una missione assieme ad altri tre velivoli. I tre Berg si trovarono ben presto impegnati in uno scontro con tre Camel del 45th Squadron, uno dei quali pilotato dal capitano Sidney Cottle.
Separato dai suoi compagni durante il combattimento, Linke venne attaccato da due Hanriot HD.I dell'81ª Squadriglia Aeroplani pilotati dal sergente pilota Carlo Campitti e dal caporale pilota Aldo Astolfi. Nel corso del combattimento, l'Aviatik D.I di Linke fu visto avvitarsi (molto probabilmente causa forse di un cedimento strutturale) e riprendersi a pochi metri dal suolo, procedendo in volo livellato. Nuovamente inseguito dall'Hanriot di Astolfi fu abbattuto nei pressi di Guia, frazione di Valdobbiadene.
Linke-Crawford fu l'unica vittoria di Aldo Astolfi. Con la morte di Linke, la Flik 60J cessò virtualmente di esistere e personale e aerei furono trasferiti alla vicina Flik 14J.
Il corpo di Linke fu seppellito a Pobersch, vicino Maribor ora in Slovenia, per poi essere riesumato e inumato nel cimitero di Salisburgo in Austria nel 1919.

## Vittorie
| N. | Data              | Reparto  | Velivolo                      | Avversario          | Località             |
| -- | ----------------- | -------- | ----------------------------- | ------------------- | -------------------- |
| 1  | 21 agosto 1917    | Flik 41J | Hansa-Brandenburg D.I (28.40) | Nieuport            | Monte Santo          |
| 2  | 22 agosto 1917    | Flik 41J | Hansa-Brandenburg D.I (28.40) | Savoia-Pomilio      | Gorizia              |
| 3  | 23 agosto 1917    | Flik 41J | Hansa-Brandenburg D.I (28.40) | Savoia-Pomilio      | Na-Kobil             |
| 4  | 26 agosto 1917    | Flik 41J | Hansa-Brandenburg D.I (28.40) | SPAD                | Monte San Gabriele   |
| 5  | 23 settembre 1917 | Flik 41J | Albatros D.III (153.04)       | Macchi M.5          | Golfo di Trieste     |
| 6  | 09 ottobre 1917   | Flik 41J | Albatros D.III (153.11)       | drachen             | Isola Morosini       |
| 7  | 23 ottobre 1917   | Flik 41J | Albatros D.III (153.11)       | Savoia-Pomilio SP.3 | Hermada              |
| 8  | 05 novembre 1917  | Flik 41J | Albatros D.III (153.11)       | Macchi L.3          | Latisana             |
| 9  | 05 novembre 1917  | Flik 41J | Albatros D.III (153.11)       | Macchi L3           | Latisana             |
| 10 | 23 novembre 1917  | Flik 41J | Albatros D.III (153.11)       | Nieuport            | Cortellazzo          |
| 11 | 23 novembre 1917  | Flik 41J | Albatros D.III (153.11)       | Nieuport            | Cortellazzo          |
| 12 | 10 dicembre 1917  | Flik 41J | Albatros D.III (153.16)       | Sopwith Camel       | Monastier di Treviso |
| 13 | 13 dicembre 1917  | Flik 41J | Albatros D.III (153.16)       | drachen             | Meolo                |
| 14 | 10 gennaio 1918   | Flik 60J | Phönix D.I (228.16)           | SAML 2              | Valstagna            |
| 15 | 10 gennaio 1918   | Flik 60J | Phönix D.I (228.16)           | Nieuport            | Valstagna            |
| 16 | 29 gennaio 1918   | Flik 60J | Phönix D.I (228.14)           | SIA 7b              | Monte Lambara        |
| 17 | 02 febbraio 1918  | Flik 60J | Phönix D.I (228.06)           | Two-seater          | Campolongo           |
| 18 | 03 febbraio 1918  | Flik 60J | Phönix D.I (228.06)           | Nieuport            | Monte Pertica        |
| 19 | 24 febbraio 1918  | Flik 60J | Phönix D.I (228.14)           | Savoia-Pomilio      | Cismon               |
| 20 | 11 marzo 1918     | Flik 60J | Phönix D.I (228.14)           | Sopwith Camel       | Monte di Val Bella   |
| 21 | 10 maggio 1918    | Flik 60J | Aviatik D.I (115.32)          | Bristol F.2b        | Levico               |
| 22 | 10 maggio 1918    | Flik 60J | Aviatik D.I (115.32)          | Scout               | Barcarola            |
| 23 | 11 maggio 1918    | Flik 60J | Aviatik D.I (115.32)          | Sopwith Camel       | Feltre               |
| 24 | 01 giugno 1918    | Flik 60J | Aviatik D.I (115.32)          | Sopwith Camel       | Visone               |
| 25 | 15 giugno 1918    | Flik 60J | Aviatik D.I (115.32)          | Sopwith Camel       | Rocca                |
| 26 | 21 giugno 1918    | Flik 60J | Aviatik D.I (115.32)          | Sopwith Camel       | Val Stizzone         |
| 27 | 29 luglio 1918    | Flik 60J | Aviatik D.I (115.32)          | Bristol F.2b        | Valstagna            |